# مارتین دیموف (بازیکن فوتبال، زاده ۱۹۸۶)
مارتین دیموف (انگلیسی: Martin Dimov؛ زادهٔ ۱ مارس ۱۹۸۶) بازیکن فوتبال اهل بلغارستان است.
از باشگاه‌هایی که در آن بازی کرده است می‌توان به باشگاه فوتبال بوتو پلوودیو و باشگاه فوتبال لفسکی صوفیه اشاره کرد.